# Пакида
Пакида (Paquida, Pakida) — епископ Эдессы с 23 ноября 398 по 1 октября 409 г. В армянских источниках иногда упоминается как «Бабилас» (арм. ԲԱՔԻԴԱՍ → ԲԱԲԻՂԱՍ, «Ք» → "Բ " и «Դ» → «Ղ»).